# Plymouth
Plymouth är en stad i grevskapet Devon i sydvästra England med 258 700 invånare. Staden utgör enhetskommunen City of Plymouth och ingår inte i det administrativa grevskapet Devon.
Staden ligger vid de båda floderna Plym och Tamars mynningar som markerar den historiska gränsen mellan keltisktalande Cornwall och saxisktalande Wessex och har idag en av världens största flottbaser.
Bukten där Plymouth är belägen kallas Plymouth Sound och är ett 4 kilometer långt sund. 1914 inkorporerades städerna Devonport och Stonehouse med Plymouths stad, som är belägna på egna halvöar, av vilka halvön Plymouth är den östligaste vid Plyms mynningsvik Cattewater och den plats där Plymouth ursprungligen växte fram. Devonport ligger vid Hamoaze, Tamars flodmynning mittemot Saltash på den corniska sidan. Mot söder är Plymouth sound avstängt av en 1 554 meter lång vågbrytare. Vid Hamoaze ligger en brittisk örlogshamn, som tidigare var Storbritanniens näst största. Plymouth har även varit en betydande handelsstad och fiskehamn.
Bland stadens byggnader märks Saint Andrews, stadens äldsta kyrka från 1400-talet.
Plymouth omtalas i Domesday Book under namnet Suton och fick sitt nuvarande namn 1439 i samband med att Plymouth erhöll stadsrättigheter. Befästningar hade börjat anläggas på 1300-talet och under Elisabet I av England blev Plymouth Englands främsta hamnstad. Örlogshamnen i Devonport började anläggas 1690.
En stor del av staden förstördes av tyska bombräder under andra världskriget.